# 안토니오 카노바

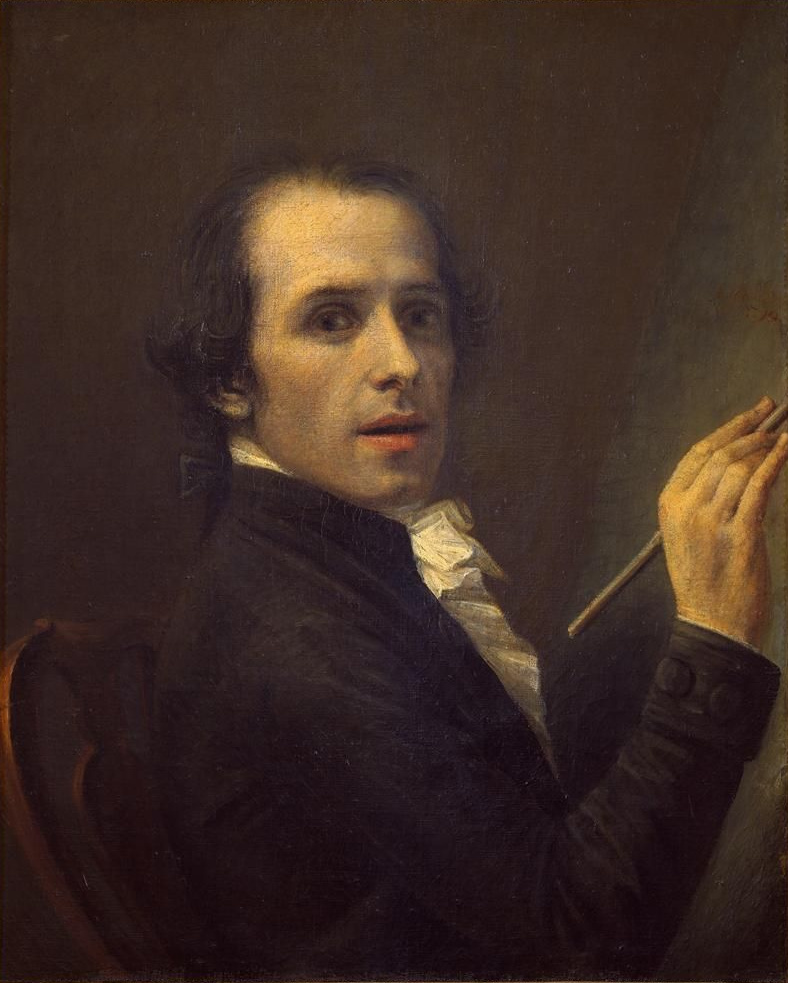
안토니오 카노바

안토니오 카노바(이탈리아어: Antonio Canova, 1757년 11월 1일 ~ 1822년 10월 13일)는 이탈리아의 조각가이다. 신고전주의 양식을 대표하는 조각가로 여겨진다.

## 생애
1757년 포사뇨(Possagno)에서 석공으로 일하던 피에트로 카노바(Pietro Canova)의 아들로 태어났다. 1770년에는 베네치아의 조각가인 주세페 베르나르디(Giuseppe Bernardi)의 작업장에서 견습생으로 일했다. 1776년에는 조각 작품 《오르페우스와 에우리디케》를 제작했으며 1779년에는 조각 작품 《다이달로스와 이카로스》를 제작했다.
1780년 12월 28일에 로마에 정착하면서부터 고대 로마의 유적을 연구했다. 조각 작품 《테세우스와 미노타우로스》(1781년 ~ 1783년), 교황 클레멘스 14세 기념비(1787년), 교황 클레멘스 13세 위령비(1787년 ~ 1792년), 조각 작품 《큐피드의 키스로 환생한 프시케》(1787년 ~ 1793년) 등을 통해 카노바의 명성은 높아졌다.
1800년에는 프랑스 파리, 영국 런던을 여행하면서 고대의 조각 작품을 연구했다. 1802년부터 1806년까지 나폴레옹 보나파르트를 소재로 한 나체 조각 작품인 《조정자 마르스와 같은 나폴레옹》을 제작했고 1814년에는 조각 작품 《아름다움의 3여신》을 제작했다. 1822년 나폴리를 여행하던 도중에 과로를 이유로 베네치아로 귀향했고 얼마 지나지 않아서 사망하고 만다.